# 갸루오

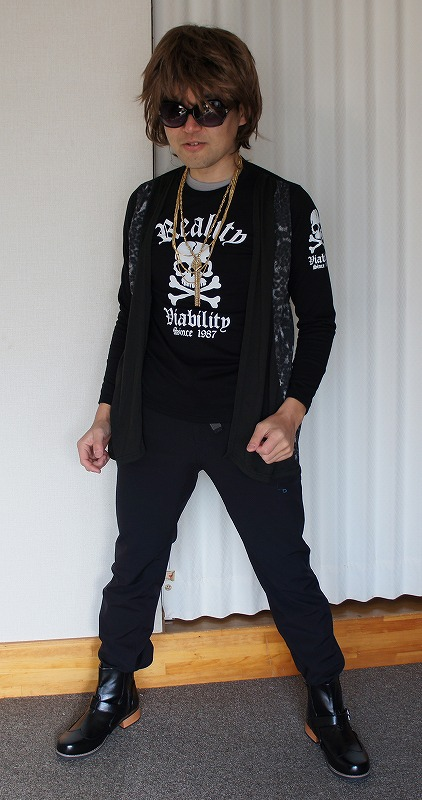
편집하기

갸루오(일본어: ギャル男)는 1990년대 후반 일본에서 탄생한 남성의 스트리트 패션이다. 또는 그 계통에 속하는 패션을 애용하는 남성들의 총칭이다.